# Zrcadlo

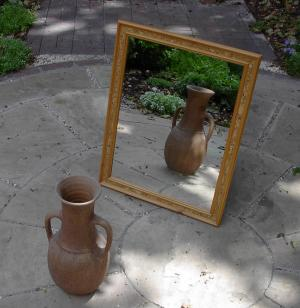
Zrcadlo

Zrcadlo je dostatečně hladký povrch odrážející světlo, čímž vzniká obraz předmětů umístěných před zrcadlem. Používá se běžně v domácnosti, dopravních prostředcích, zdravotnictví, optických zařízeních, osvětlovacích tělesech či v měřicích přístrojích atd. 

## Tvar zrcadla
Podle tvaru se rozlišuje:
- rovinné zrcadlo
- zakřivené zrcadlo
  - duté (konkávní) zrcadlo
  - vypuklé (konvexní) zrcadlo

Nejčastější tvar dutého zrcadla – parabolické
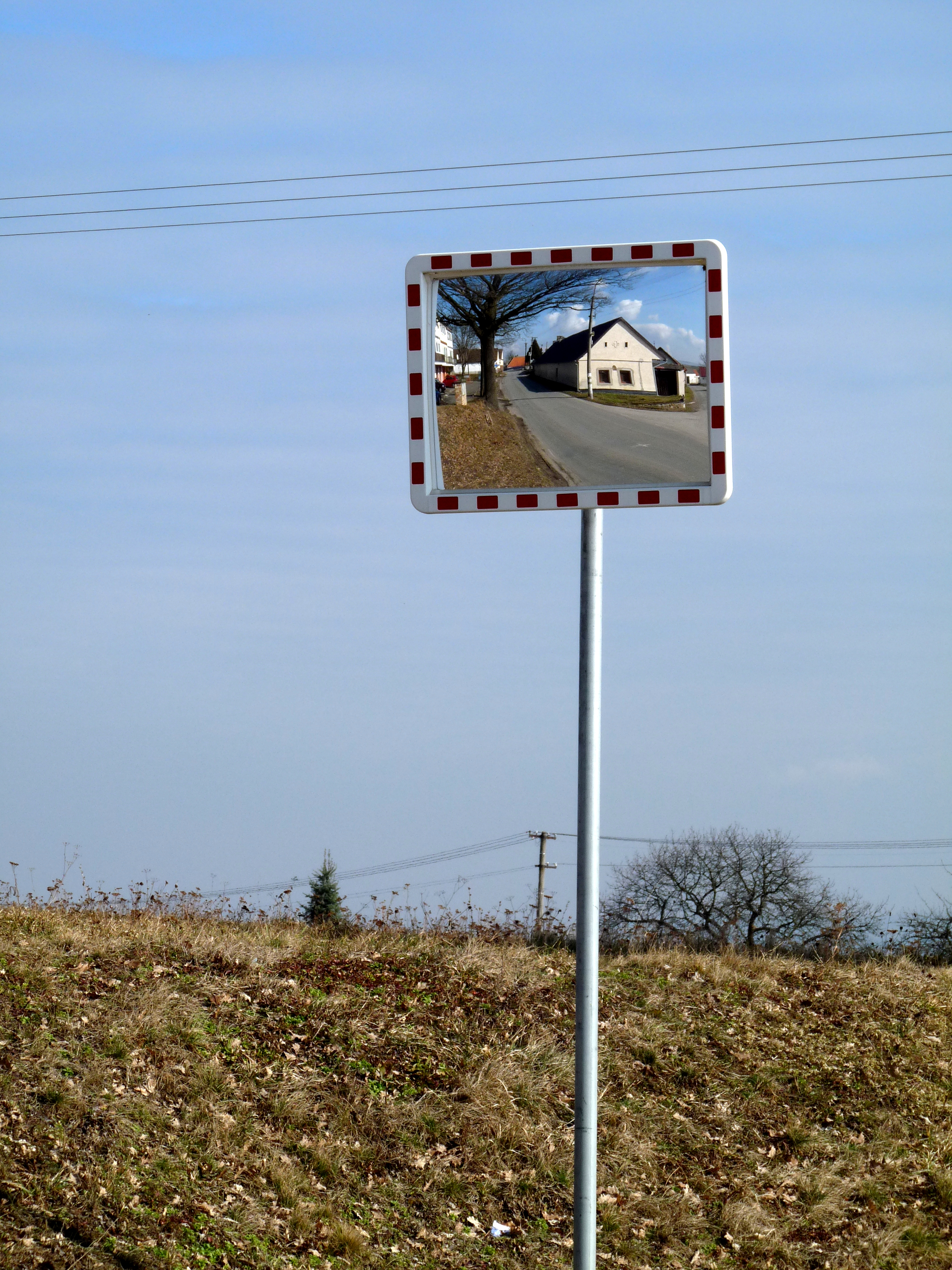
Dopravní konvexní zrcadlo (ČR, Vesce)
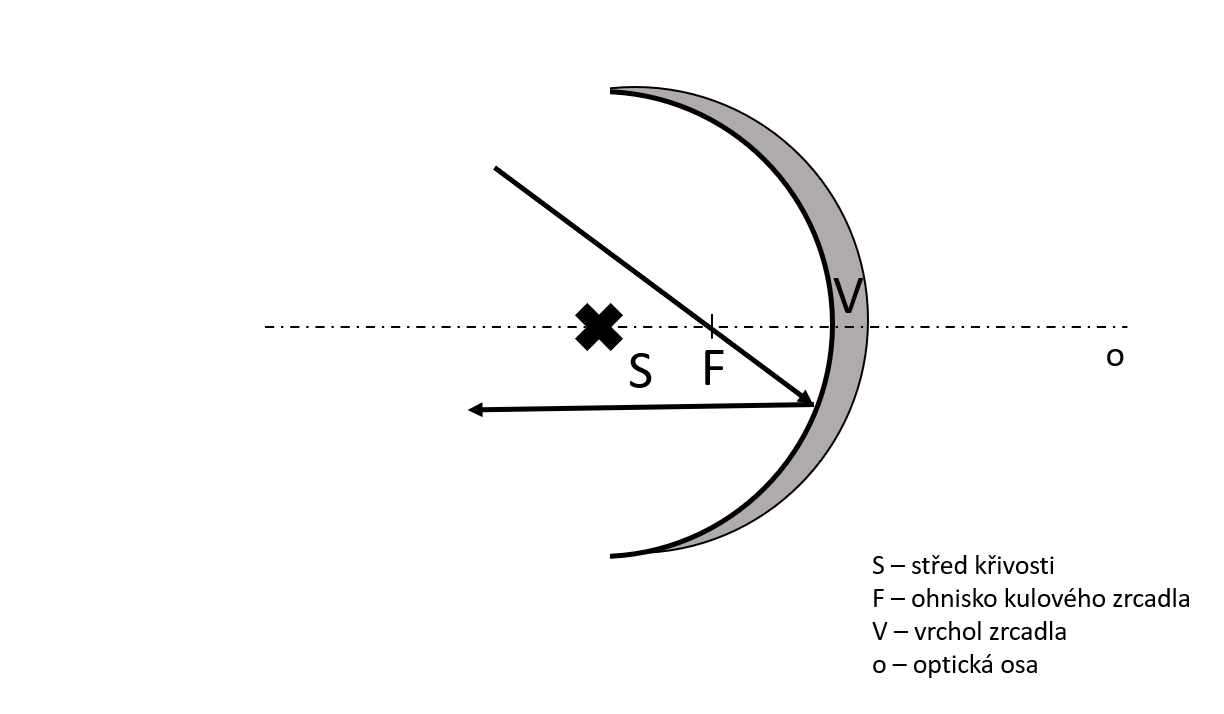
Duté zrcadlo – paprsek jdoucí do ohniska
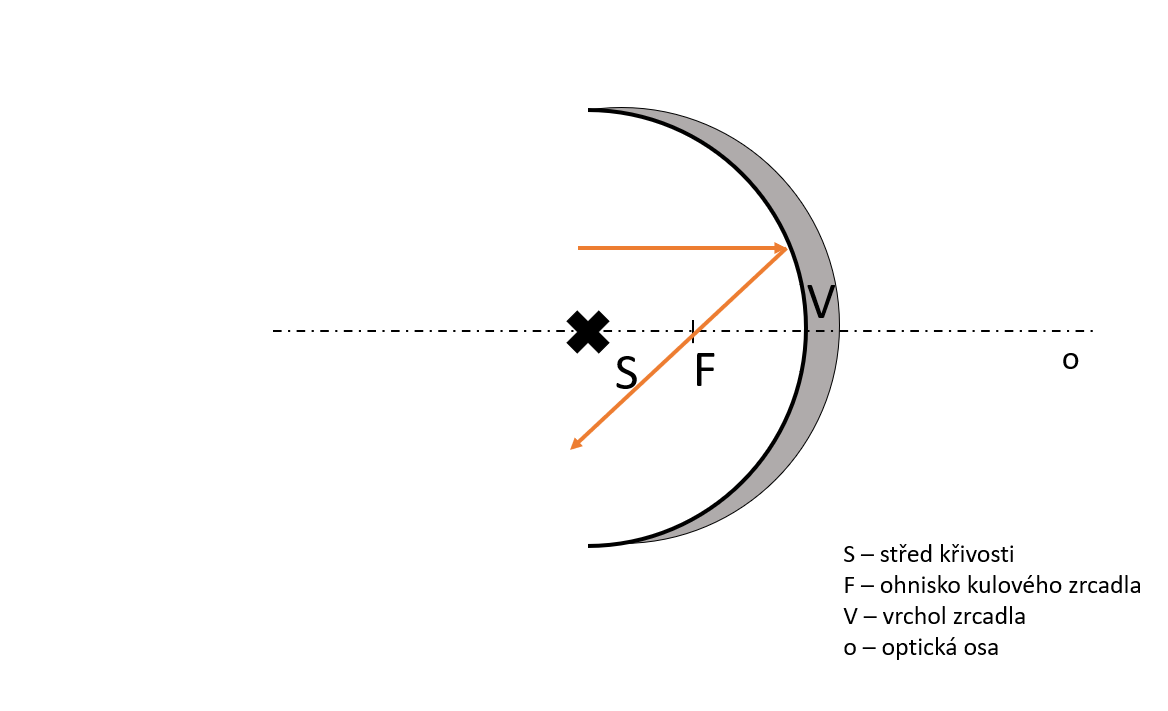
Duté zrcadlo – paprsek rovnoběžný s osou
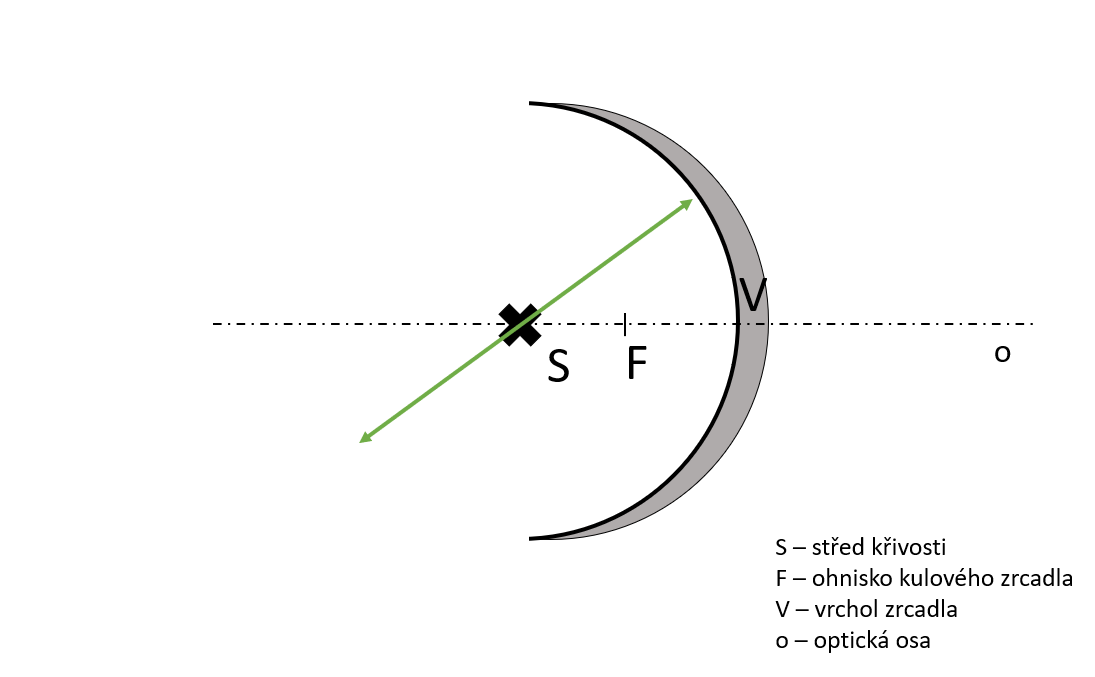
Duté zrcadlo – paprsek jdoucí středem
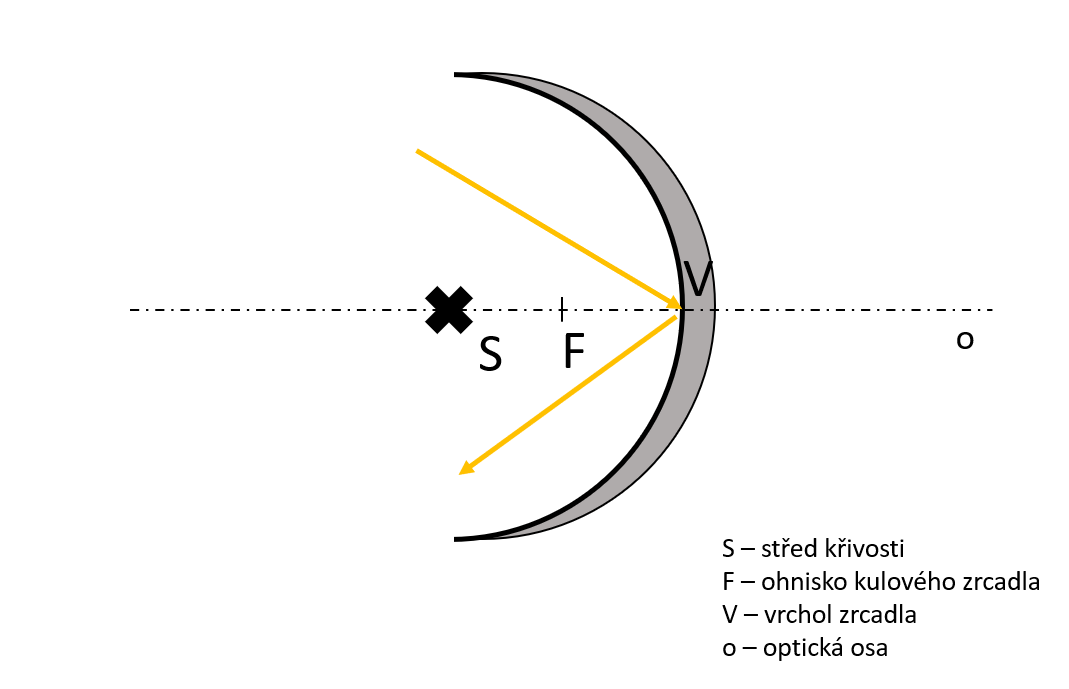
Duté zrcadlo – paprsek jdoucí do vrcholu

### Zrcátko
Výraz zrcátko se používá pro malá rovinná či dutá (zpravidla konkávní) zrcadla:
- malé (příruční) zrcátko, zpravidla v rámu či obalu
- zpětné zrcátko automobilů

V myslivecké terminologii se zrcátko nazývá světlá skvrna okolo řitního otvoru srnce.

## Popis
Jako zrcadlo může sloužit rovné rozhraní materiálů s různým indexem lomu. První zrcadla, vyráběná člověkem, tvořila obvykle deska z leštěného kovu, často ze stříbra.
Současná zrcadla jsou tvořena často tenkou vrstvou hliníku nanesenou na zadní stranu skleněné tabule. Protože vrstva je nanesena zezadu, je zrcadlo trvanlivější, za cenu o málo nižší kvality obrazu. Tato zrcadla odrážejí asi 95 % dopadajícího světla. Zadní strana je často natřena ochrannou vrstvou proti korozi a poškození kovu.
V náročných optických aplikacích se používají dielektrická zrcadla, kde odrazná vrstva není tvořena kovem, ale vrstvou dielektrika.

## Účinky
V rovinném zrcadle mění rovnoběžný (kolimovaný) paprsek světla svůj směr šíření, přičemž stále zůstává rovnoběžný; obrazy vzniklé v rovinném zrcadle jsou vždy zdánlivé, vzpřímené, stejně veliké a souměrné s předmětem podle roviny zrcadla.
Naproti tomu dutá a vypuklá zrcadla mění rovnoběžný paprsek na sbíhavý či rozbíhavý.
Na základě Huygensova principu lze odvodit, že paprsek světla se odráží od zrcadla pod úhlem, který je rovný úhlu jeho dopadu. Např. dopadá-li paprsek světla na povrch zrcadla pod úhlem 30°, potom se odráží z bodu dopadu pod úhlem 30° v opačném směru atd.

## Jednosměrné zrcadlo
Jednosměrné zrcadlo, zvané též polopropustné zrcadlo, odráží asi polovinu světla a druhou polovinu propouští. Je to tabule skla pokrytá vrstvou kovu o tloušťce jen několika atomů, která propouští část světla (na obě strany). Používá se mezi tmavou místností a jasně osvětlenou místností. Osoby na jasně osvětlené straně vidí svůj vlastní odraz – vypadá jako obyčejné zrcadlo. Osoby na tmavé straně vidí skrze zrcadlo – zrcadlo vypadá jako průhledné okno. Může být použito v nemocnicích na kontrolu pacientů atd. V optice se polopropustné zrcadlo také nazývá dělič svazku. Jeho účelem je rozdělit paprsek světla tak, aby část prošla přímo, zatímco druhá část je odražena – to se využívá např. v interferometrii nebo v kamerách (některé barevné digitální kamery, analogový systém Technicolor).

## Zajímavosti
- Zrcadla (resp. štíty fungující jako zrcadla) prý byla použil Archimédem během obléhání Syrakus Římany, kdy s jejich pomocí Řekové měli úspěšně zapalovat římské válečné lodě. Historicky to ale není doloženo, ačkoliv technicky to pravděpodobně bylo možné.[2][3][4]

- Konkávní zrcadla se používají také v experimentálních slunečních elektrárnách, kde sluneční světlo soustředěné do jednoho malého ohniska z většího množství konkávních zrcadel slouží jakožto zdroj levné tepelné energie pro ohřívání vodní páry, která je pak použita pro pohon parní turbíny (tzv. solární resp. sluneční elektrárna – zvláštní typ tepelné elektrárny).

## Zrcadlo v magii
V mytologii a magii je zrcadlo považováno za tajemný předmět, zpravidla je nositelem nebezpečí pro toho, kdo do něj nahlíží – například se věřilo, že člověk, který nahlédne do zrcadla o půlnoci, spatří za svým odrazem ďábla a následkem toho onemocní nebo zemře. Zejména dětem a těhotným ženám se nedoporučovalo nahlížet do zrcadla. Zároveň lze však zrcadlo použít jako ochranný prostředek – věřilo se, že strašidlo (noční můra, upír, ďábel), které se uvidí v zrcadle, se lekne svého obrazu a uprchne. Užívalo se nejen proti nadpřirozeným bytostem, ale i bouřím nebo vichřicím. Proto se dětem do kolébek vkládala malá ochranná zrcátka. U upíra se později tato víra transformovala na pojetí, že upír se v zrcadle vůbec neodráží.
Tzv. magické zrcadlo bylo považováno za jeden z prostředků k dosažení jasnovidnosti. (Magické zrcadlo, v českém překladu Slídivé kukátko, se vyskytuje i v románech o Harrym Potterovi.) 
Lidový zvyk na Uherskohradišťsku určoval, že při úmrtí mají být zakryta zrcadla a okna, aby se v nich mrtvý nespatřil a jeho duše se nestala bludnou.

## Zrcadlo v kultuře
Pojetí zrcadla jako tajemného předmětu bylo aktualizováno romantickou literaturou (osudovost dvojníka) a mnozí autoři beletrie na něj odkazují i ve 20. století (Jorge Luis Borges, Ladislav Fuks – zejména román Vévodkyně a kuchařka, Lewis Carroll – Za zrcadlem a co tam Alenka našla). 

### Zrcadlo v ikonografii
V ikonografii na sebe vázalo zrcadlo ambivalentní významy: bylo atributem některých neřestí – pýchy, marnivosti a chtíče (smilstva)), a naopak moudrosti a neposkvrněného početí („zrcadlo bez poskvrny“).

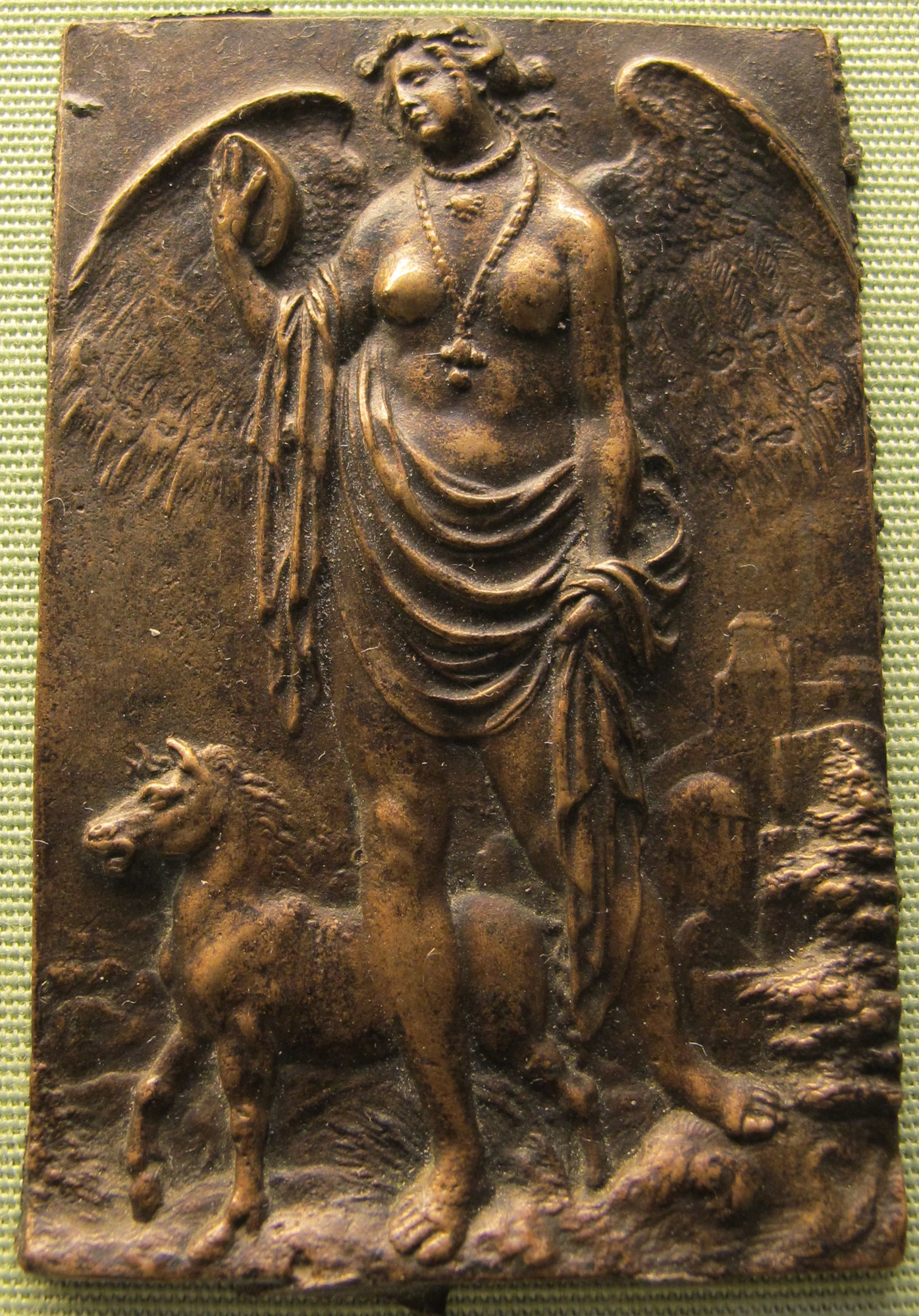
Peter Flötner: Pýcha (cca 1540)
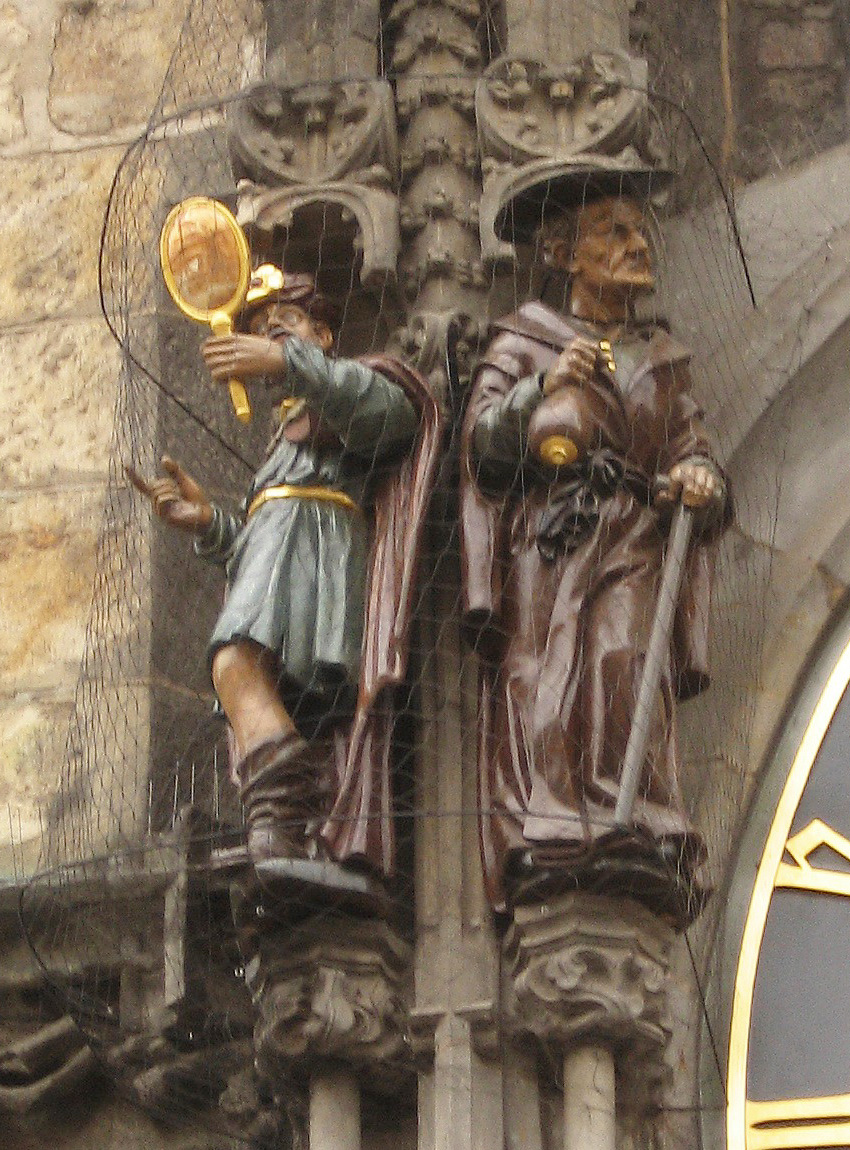
Marnivec a lakomec na Staroměstském orloji
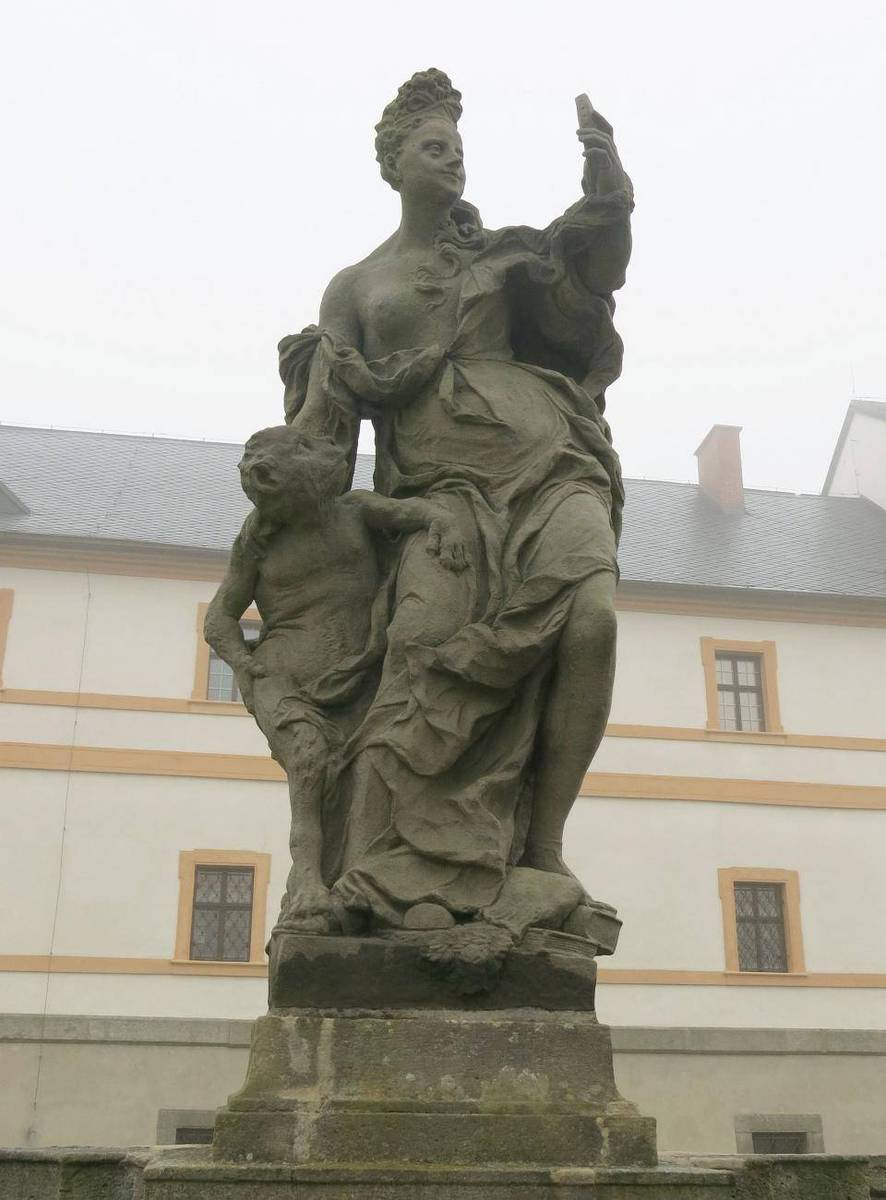
Matyáš Bernard Braun: Smilstvo (Kuks, polonahá dívka se zhlíží v zrcadle)
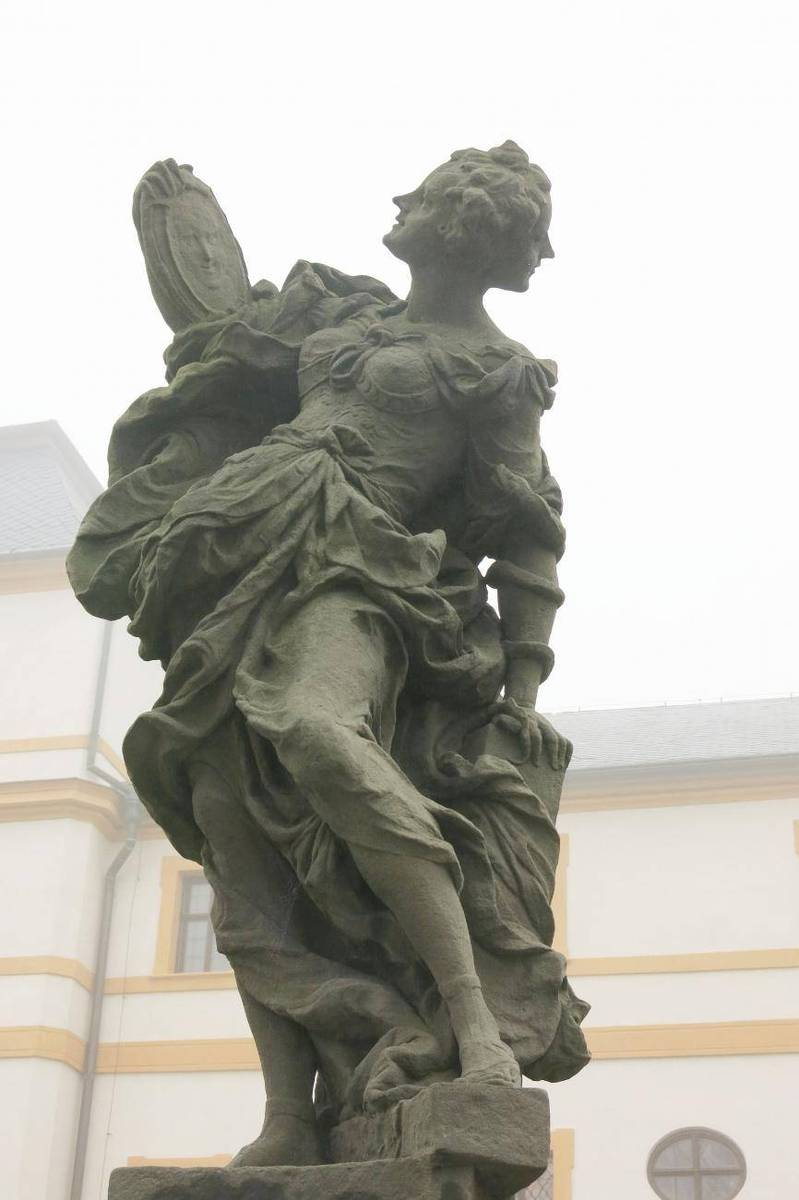
Matyáš Bernard Braun: Moudrost (Kuks, tvář v zrcadle poukazuje „mysli na budoucnost“)
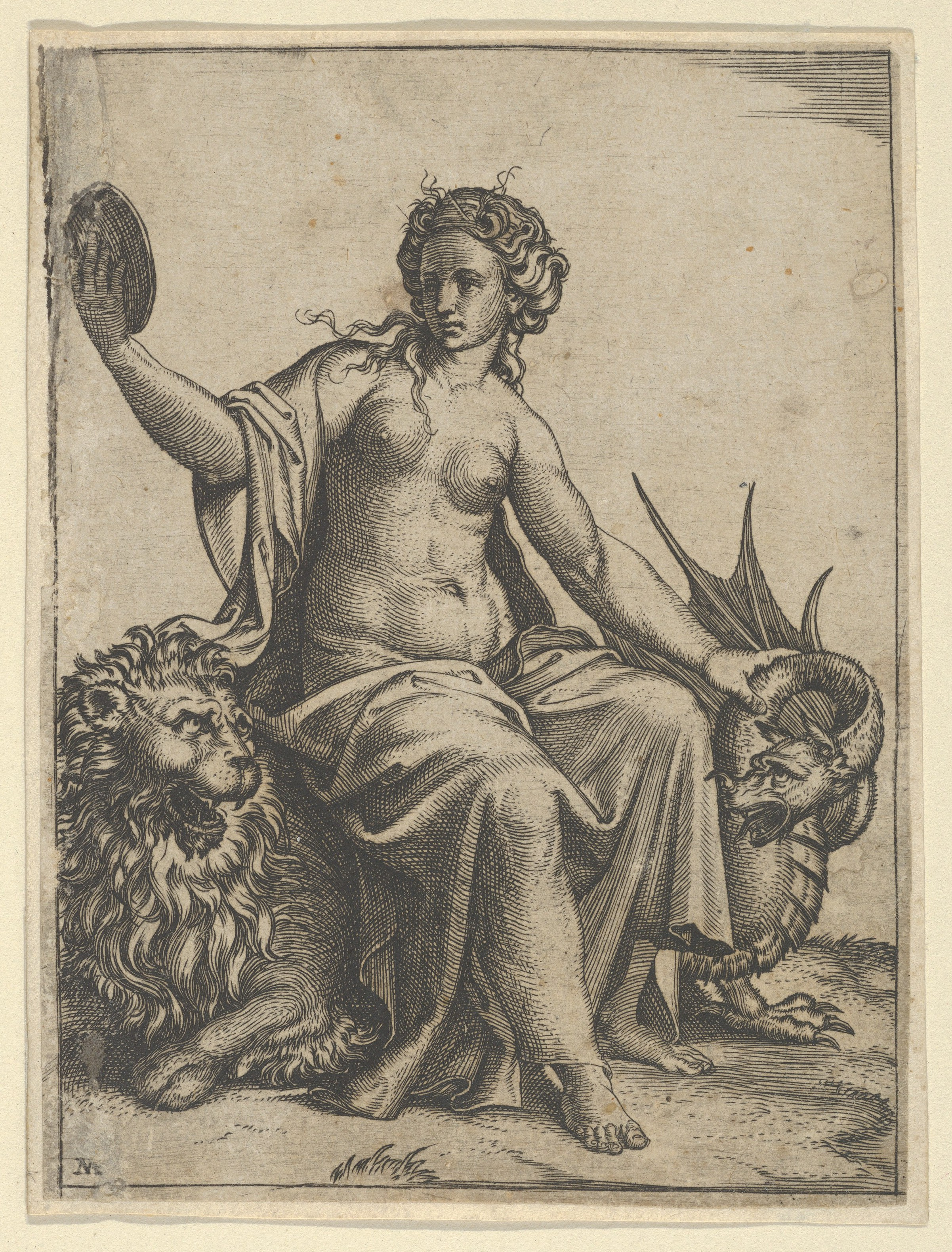
Marcantonio Raimondi (1480–1534): Obezřetnost (prudentia)
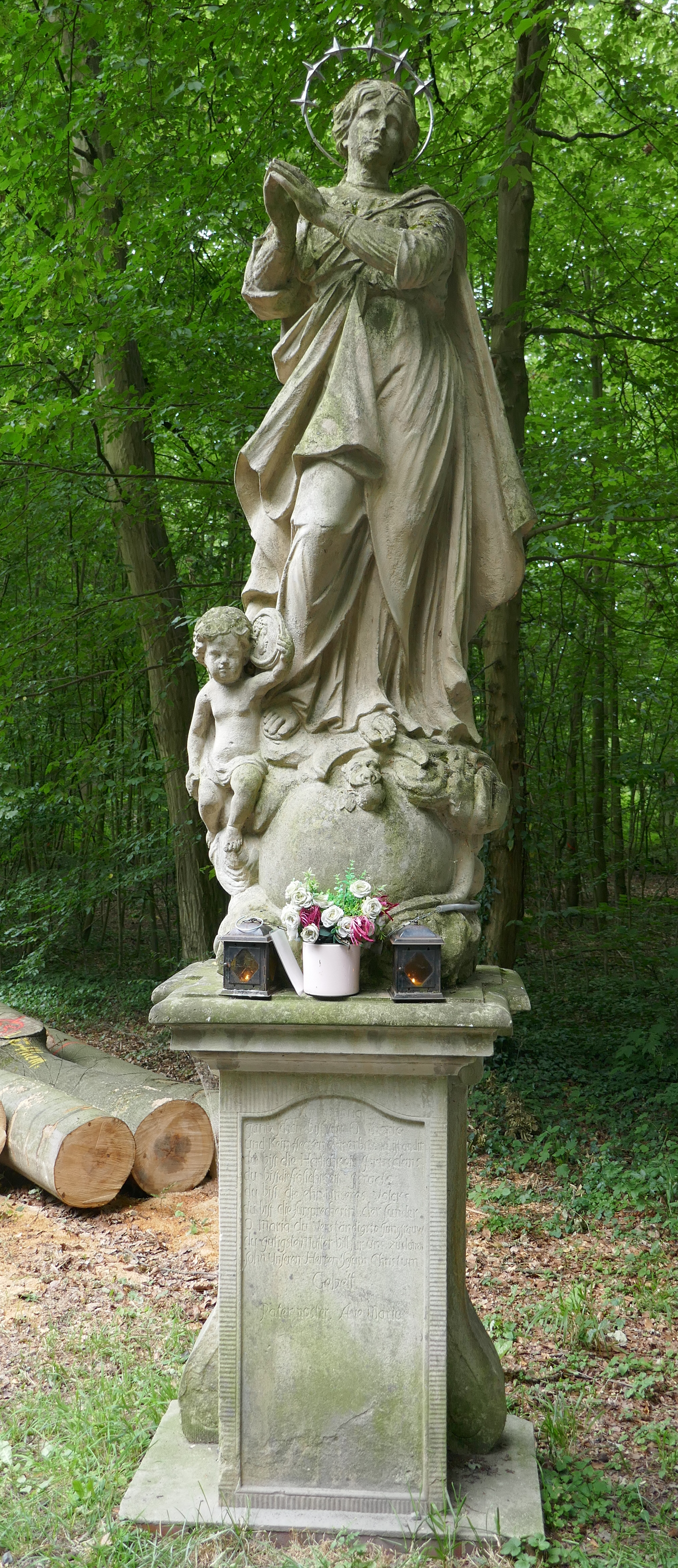
Socha Neposkvrněné Panny Marie Vorhelm, Vestfálsko (u nohou Putto nesoucí zrcadlo)